# История Лаоса
Историю Лаоса принято отсчитывать с 1353 года, когда король Фа Нгум основал государство Лансанг. Период до этого считается предысторией.

## Ранняя история

### Антропология и археология
Зуб денисовского человека TNH2-1 из пещеры Там-Нгу-Хао-2, имеющий сходство с верхним коренным зубом Denisova 4 из Денисовой пещеры, датируется возрастом 164—131 тыс. лет назад. 
Череп Там Ханг относят к Homo erectus и датируют возрастом >100 тыс. лет назад.
Лобная кость грацильного Homo sapiens TPL 7 из известняковой пещеры Там Па Линг (Пещера обезьян) имеет геологический возраст более 70 тыс. лет назад. Фрагмент лобной кости TPL 6 датируется возрастом 70 ± 3 тыс. лет, а её морфометрический анализ предполагает происхождение TPL 6 от иммигрантской популяции грацильных H. sapiens, а не эволюцию или смешение с местными архаичными популяциями. Большеберцовая кость TPL 7 датируется возрастом 77 ± 9 тыс. лет (байесовское моделирование люминесцентного датирования отложений и U-серии и комбинированное U-серия-ЭПР датирование).
Череп человека современного типа TPL 1, обнаруженный в 2009 году на северо-востоке Лаоса в пещере Там Па Линг на вершине горы Па Ханг, датируется возрастом ок. 46 тыс. лет назад. Череп TPL 1 frontal демонстрирует более типичный позднеплейстоценовый австралазийский морфотип и наиболее близок к окаменелостям с австралийских участков Болото Коу и озеро Мунго. Морфологический сходство между TPL 1 frontal и maxilla и америндами предполагает, что они могут представлять собой предковый морфотип для более поздних популяций, мигрировавших в Америку. Окаменелости TPLOSL 1–2 и нижняя челюсть TPL 2 также как и череп TPL 1 попадают в возрастной диапазон 46 ± 2 тыс. лет.
Археологические находки на территории современных лаосских провинций Хуапхан и Луангпхабанг говорят о заселении этих территорий Лаоса 40 000 лет назад.
У представителя субнеолитической культуры Хоа-Бинь (образец La368 из Лаоса), жившего около 7888 лет назад, определена Y-хромосомная гаплогруппа C и митоходриальная гаплогруппа M5.
Найдены следы сельскохозяйственной активности с 4 тысячелетия до н. э., и погребения 1500 года до н. э. C 700 года до н. э. стали использоваться железные орудия, что говорит о контакте с китайской и индийской цивилизациями.
Из современного населения Лаоса первыми пришли на эту территорию Кха примерно в 500 году, этот народ подчинялся государству Фунань.
Остаётся загадкой происхождение множества огромных каменных кувшинов Долины Кувшинов, которые, скорее всего принадлежат древнему человеку.

### Древние государства на территории Лаоса и смежной территории
На протяжении первой половины I тысячелетия н. э. на территории Лаоса было значительным политическое и экономическое влияние кхмерского государства Фунань.
Сменившие Фунань кхмерские государства Ченла (VII—VIII века) и Камбуджадеша (IX—XIII века) включали в свой состав районы современного Южного и Центрального Лаоса, где возникли кхмерские крепости и города. В VI—XIII веках на территории Лаоса интенсивно расселялись таиязычные предки лаосцев. В IX веке начались походы тайцев из государства Наньчжао в Северный Вьетнам через Северный Лаос, где возникли первые лаосские и тайские феодальные княжества, вскоре начавшие борьбу с Камбуджадешей.

### Племена Таи и Лао и их миграция на территорию Таиланда и Лаоса
Ранняя история племён Таи и Лао неразличима, первые записи о них относятся к царству Наньчжао с центром в современной провинции Юньнань в Китае, которое располагалось на трассе Великого шёлкового пути в VII веке.
На окраине Наньчжао возникло государство Муангсуа — сейчас Муангсуа называется Луангпхабанг.

## Государство Лансанг
Принц Фа Нгум женился в 1349 году на дочери короля Ангкора, получил поддержку ангкорского короля и смог овладеть Муанг Суа. В 1353 году он образовал государство Лансанг, расширив его границы до территории, сопоставимой с территорией современного Лаоса, куда дополнительно входила часть современного северного Таиланда и провинция Стынгтраенг современной Камбоджи. Король Фа Нгум привёз в качестве дара от ангкорского короля золотого Будду Пхра Банг, который стал национальной реликвией и ознаменовал принятие буддизма Тхеравады.
Верховным правителем тяусивитом (в буквальном переводе — властелин жизни) контролировались местные правителями тяумнанги. Тяумнанги обеспечивали потребности своего сюзерена в транспортных перевозках по территориям своих владений, осуществляли там общественные работы, а в период войны передавали в его распоряжение свои вооружённые формирования.
В конце XV века после нападения дайвьетских войск на княжество Мыянг Пуен и захвата столицы Лансанга, лаосские земли оказались ослабленными. Лишь королю Потисарату (1530—1559) удалось укрепить государство, ведя войны против Сиама и установив мирные отношения с Дайвьетом. После смерти Потисарата власть перешла к Сеттхатирату, правившему до 1571 г., который начал воевать с Бирмой, сумев привлечь на свою сторону в 1560 г. Аютию.
С 1563 г. столицей Лансанга становится Вьентьян, с того времени превратившийся в главный административный и культурный центр лаосской государственности.
В 1565 г. бирманским войскам удалось захватить Вьентьян, и Сеттхатирату пришлось отступить в труднодоступные для противника районы джунглей, где они вели партизанскую войну против армии противника. В результате изматывающих боёв бирманцам пришлось уйти из Лансанга. Следующая экспедиция бирманцев в Лаос началась в 1569 г., и вновь лаосский король ушёл со своими сторонниками в джунгли. Спустя два года после этих событий, во время военного похода против горных кхмеров, без вести пропал Сеттхатират, и вскоре бирманцы превратили Лансанг в своего вассала. Эта зависимость прекратилась лишь в период правления Суминья Кумана (1591—1596). После его смерти страну стали раздирать междоусобные противоречия, поставившие Лансанг на грань распада.
К середине XVI века удалось укрепить экономическое и политическое положение Лансанга, расширить его территориальные владения, в состав которых вошло, в частности, тайское княжество Чиенгмай.
В первой половине XVII в. вновь вспыхнула борьба за власть между лаосскими правителями. Лишь к 1637 г., с восшествием на престол Симиня Вонгса, Лансанг вновь становится сильным централизованным государством.
В этот период в Лансанге появляются первые европейцы-миссионеры и торговцы-голландцы и представители ордена иезуитов.
В течение XVII века государство Лансанг пришло в упадок. После смерти короля Сулинги Вонгса в 1694 году не осталось наследника, и Дайвьет и Аютия послали войска в Лаос. После десятилетия войны и безвластия Лансанг распался на три королевства — Луангпхабанг, Вьентьян и Тямпасак. Все три были вассалами Сиама (Аютии), а последние два ещё и платили дань Дайвьету.

## Гегемония Сиама
Ни одно из лаосских королевств не имело выхода к морю, и поэтому интерес к ним европейских держав был достаточно ограничен. Об их истории в XVIII веке сохранилось довольно мало источников. В 1763 году, в ходе войны между Сиамом и Бирмой (в результате которой Аютия перестала существовать, а столица Сиама была перенесена в Тхонбури, а затем в Бангкок) бирманские войска заняли все лаосские земли. В ходе той же войны, новый король Сиама, Таксин, в 1778 году отправил своего военачальника, Тхонг Дуанга (позже ставшего королём Сиама под именем Рама I) в военный поход на север. Сиамцы взяли и разграбили Вьентьян, забрав в Бангкок главное сокровище города, статую Изумрудного Будды, и установили свою власть в Лаосе. Король Вьентьяна бежал, но вскоре умер, и в дальнейшем трон занимали марионеточные правители, назначавшиеся в Бангкоке. Многие аристократические семьи были насильственно переселены в Сиам.
Тямпасак также перешёл под контроль Сиама, хотя некоторые его провинции на востоке продолжали платить дань вьетнамскому двору, расположенному в Хюэ. В 1792 году сиамцы оккупировали Луангпхабанг, хотя, в отличие от Вьентьяна, город не был разграблен, а король остался на троне.
Новая династия Сиама начала использовать своё влияние для перевода государства, существовавшего по системе мандалы, к более современному государственному устройству. Это был болезненный процесс, растянувшийся более чем на сто лет. Вначале лаосские королевства фактически не были затронуты этим переустройством, влияние Сиама ограничивалось тем, что они платили дань и соблюдали протокольные процедуры.
В 1802 году войска Дайвьета взяли и разорили Вьентьян и установили контроль над северным Лаосом. В 1804 году к власти в королевстве Вьентьян пришёл король Анувонг, который при помощи Дайвьета начал постепенно восстанавливать государство. Сиамцы поначалу не обращали на это никакого внимания, так как были заняты своей внутренней политикой. Анувонг построил во Вьентьяне Ват Сисакет, ставший символом возрождения Лаоса, и к 1823 году усилился настолько, что мог распространить свою власть на соседние государства. Его сын уже был королём Тямпасака, будучи назначен туда королём Сиама Рамой II в знак признания Анувонгу, помогавшему Сиаму в военном отношении. В 1823 году Анувонг послал Лаосские войска в северный Сиам, на другой берег Меконга. В планы Анувонга входило разрушение или серьёзное разорение Бангкока, так чтобы Сиам больше не смог восстановить своё влияние в Лаосе.
Войскам Анувонга удалось захватить город Корат в центральном Сиаме, но вскоре жителям Кората удалось самостоятельно избавиться от лаосской армии и восстановить независимость. В то же время король Луангпхабанга занял сторону сиамцев, ожидаемое подкрепление от вьетнамцев так и не пришло, а король Рама III начал наступление на Лаос. В 1827 году лаосская армия потерпела окончательное поражение от Сиама южнее Вьентьяна. Город, за исключением нескольких храмов, был сожжён до основания, а его население выселено. На следующий год Анувонг был взят в плен и увезён в Бангкок, где и умер. Королевство Вьентьян было упразднено и превращено в провинцию Сиама.
Середина XIX века была самой тяжёлым периодом в истории Лаоса. Королевство Луангпхабанг сохранило формальную независимость, но было вынуждено платить дань Китаю, Сиаму и Вьетнаму. Остальные лаосские территории управлялись напрямую из Бангкока, при этом Сиам не занимался их развитием. Проводились насильственные переселения, в городах увеличилось количество китайского и вьетнамского населения. В 1860-е годы над лаосским народом возникла прямая угроза потери этнической идентификации и превращения в один из суб-этносов Королевства Сиам.

## Французская колонизация
Созданием государства в Новое время Лаос обязан французским колонизаторам, хотя этот пункт не афишируется в официальной лаосской историографии. Бирма, в течение многих столетий угрожавшая Лаосу, постепенно, с 1826 по 1885 год, попала под влияние Великобритании и была аннексирована Британской Индией. В этот же период Франция подчинила себе Вьетнам. В 1862 году южный Вьетнам и восточная Камбоджа стали французским протекторатом, а в 1885 году тот же статус получил и северный Вьетнам. Тем самым Сиам оказался между двумя агрессивно расширяющимися колониальными державами. Первоначально, в правлениях королей Рамы IV и Рамы V, Сиам надеялся, проведя модернизацию, защитить свою независимость. Оказалось, однако, что государство столь велико, что его границы невозможно защитить. Договор с Вьетнамом, заключённый в 1883 году, дал Франции право контроля над всеми территориями, которые платили дань Хюэ, и Франция, вполне ожидаемо, решила интерпретировать положения договора максимально широко. Большинство лаосских территорий в тот или иной момент платили дань Вьетнаму, что формально давало право Франции на включения Лаоса (всей бывшей территории Лан Санг) в колониальную империю.
Главным представителем Франции в Лаосе был Огюст Пави, который перед этим уже провёл 17 лет во Вьетнаме и Камбодже, представляя интересы Франции. В 1886 году Пави был назначен вице-консулом в Луангпхабанг. Он рассматривал колонизацию как освобождение народов Юго-Восточной Азии от средневековых предрассудков под предводительством просвещённой Франции, и, соответственно, рассматривал сиамское правление в Лаосе как реакционное и коррумпированное. Когда на Луангпхабанг напали племена таи и сиамская власть бежала, Пави организовал оборону города и фактически спас престарелого короля Унхама. В благодарность король попросил о французской защите вместо сиамского правления. Хотя Пави удалось присоединить населённую таи область Сипсонг-Чу к Вьетнаму, у него не было ресурсов для включения всего Лаоса в состав Франции.
В 1890 году французская администрация в Ханое, поддержанная французским парламентом, приняла решение о включении Сиама в долгосрочной перспективе в состав Франции. Присоединение Лаоса должно было стать первым шагом в реализации этого плана. В 1892 году Пави был назначен французским генеральным консулом в Бангкоке и потребовал, чтобы сиамское правительство допустило французских «торговых агентов» в основных лаосских городах. Полностью осознавая, к чему ведёт французская политика, сиамские власти поторопились назначить как можно больше администраторов в Лаос и по возможности укрепить своё там присутствие, однако Сиам был слишком слаб, чтобы удержать далёкие лаосские провинции. Кроме того, надежды Рамы V на то, что его поддержит Великобритания против Франции, не оправдались.
В июле 1893 года пограничные стычки переросли в крупномасштабный конфликт между Францией и Сиамом, и французский военные корабли поднялись по Чаупхрайе и угрожали Бангкоку. Сиам вынужден был капитулировать, и Франция установила свой протекторат над всеми землями к востоку от Меконга. В 1904 году в результате ещё одной войны Сиам вынужден был передать Франции две полосы земли к западу от Меконга — Сайнябули на севере и Тямпасак на юге. В это же время часть территории была передана из Лаоса в Камбоджу и немного изменена граница между Лаосом и Вьетнамом. С тех пор граница Лаоса не изменялась.
Полное присоединение Сиама к Франции предотвратила Великобритания, которая после колонизации Бирмы и Малайи нуждалась в нём как в буферном государстве. В преддверии Первой мировой войны Франция решила не форсировать дальнейшее расширение за счёт неизбежного ухудшения отношений с Великобританией. Именно это и зафиксировало границы Лаоса.
После того, как французы отказались от планов завоевания Сиама, они потеряли и интерес к Лаосу. Формально, королевство Луангпхабанг и княжество Тямпасак были протекторатами с внутренней автономией, на практике они контролировались представителями Франции. В 1904 году королём Луангпхабанга стал Сисаванг Вонг, и в течение всего своего правления он оставался лоялен Франции. Остальной Лаос сначала был разделён в административном отношении на два региона, Верхний Лаос и Нижний Лаос, каждый из которых управлялся комендантом, из Луангпхабанга и Паксе соответственно. Позже Лаос был разделён на одиннадцать провинций, во главе каждой из которых стоял французский резидент. В 1898 году все лаосские территории были переподчинены верховному резиденту, находившемуся во Вьентьяне и подчинённому французскому генерал-губернатору в Ханое. В ведении местных властей оставались здравоохранение, образование и правосудие. Предполагалось, что эти области деятельности должны финансироваться из местных налогов.

## Вторая мировая война
В сентябре 1940 года японские войска вошли в Индокитай; в июле 1941 года был установлен полный контроль над территориями.
Весной 1945 года под давлением Японии Вьетнамская империя, Королевство Лаос и Королевство Кампучия были вынуждены провозгласить свою независимость.

## Независимое королевство Лаос
Независимый Лаос оставался одной из самых бедных стран мира, регулярно получавшей международную помощь. В период королевского режима экономика страны тем не менее постепенно менялась — увеличилось число автомобилей, был выстроен целый ряд электростанций, наравне с рисом распространилась культура кукурузы. Однако развитию страны мешало превращение Лаоса в один из театров холодной войны. В стране шла гражданская война, которая привела к провозглашению Лаосской Народно-Демократической республики.

## Лаосская Народно-Демократическая республика
В 1975 году страна официально взяла курс на строительство социализма. Была проведена коллективизация и начата индустриализация. Однако экономическое положение Лаоса оставалось тяжёлым. В стране фактически продолжалась гражданская война: партизанскую борьбу против правительства вели антикоммунистические повстанцы Neo Hom, хмонгские движения Чао Фа и ELOL под руководством Ванг Пао и Па Као Хэ.
Под влиянием Перестройки в СССР, реформ Дой Мой во Вьетнаме и преобразований Дэн Сяопина в КНР в Лаосе в 1986 году объявлено о переходе к «новому экономическому механизму» («чин таакан май»). Содержание политики «чин таакан май» определялось тремя моментами: приватизация и реструктуризация госсектора, поощрение иностранных инвестиций и переход к рынку при контроле со стороны государства. В 1990 году в стране созданы свободные экономические зоны. Из герба ЛНДР исчезло изображение серпа и молота. В 1990-е — 2000-е годы Лаос установил дипломатические отношения со многими странами мира и стал получателем международной помощи. Новыми доходными статьями стали выращивание плантаций гевеи и эвкалипта и экспорт электроэнергии с построенных в большом числе гидроэлектростанций. Ряд предприятий был приватизирован, появились частные банки и школы. Однако в стране официально сохранились курс на социализм и однопартийная система.